# Kvadrifor

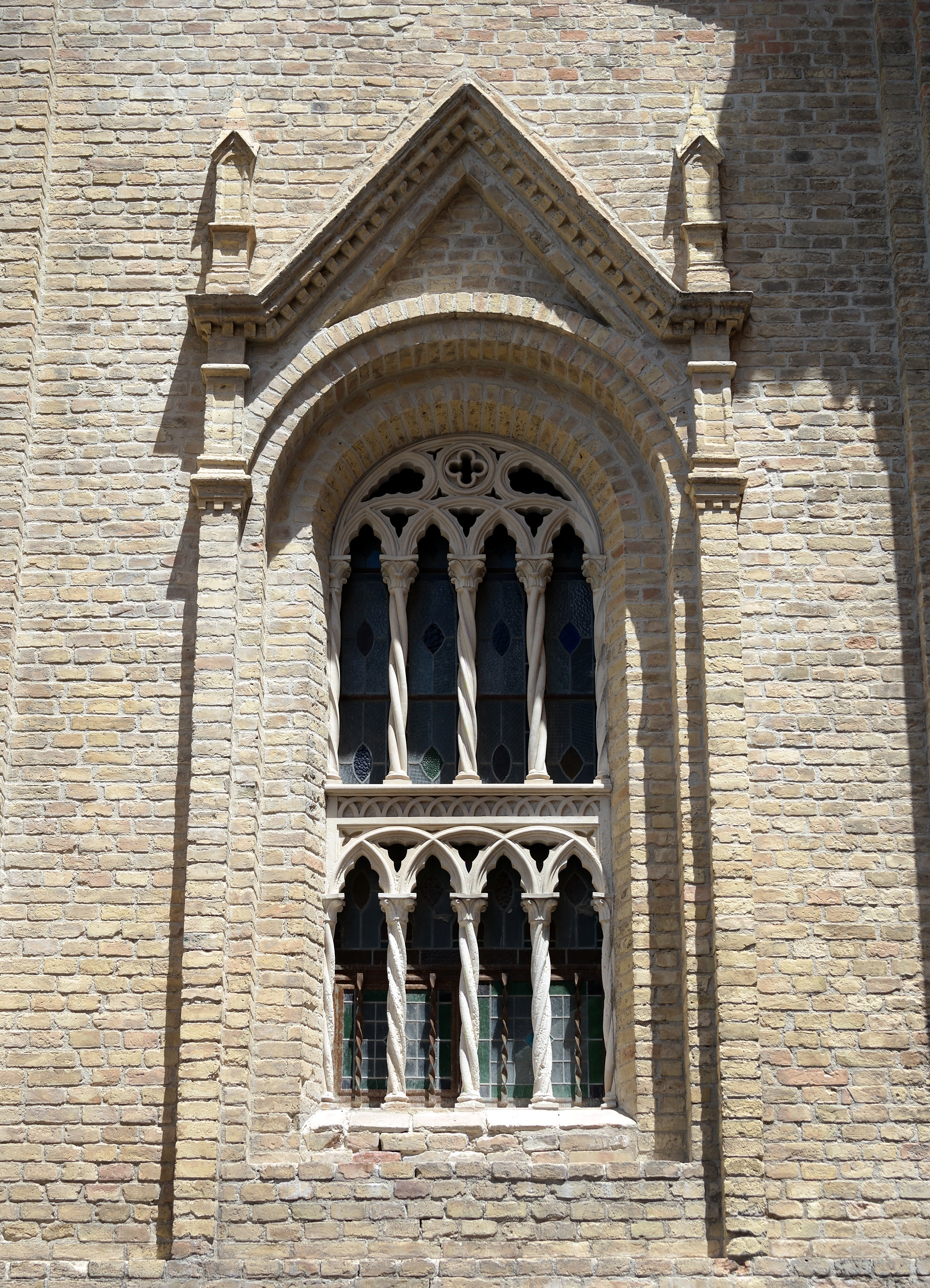
Példa egy négynyílású ablakra a pescarai Szent Szív-templom homlokzatán

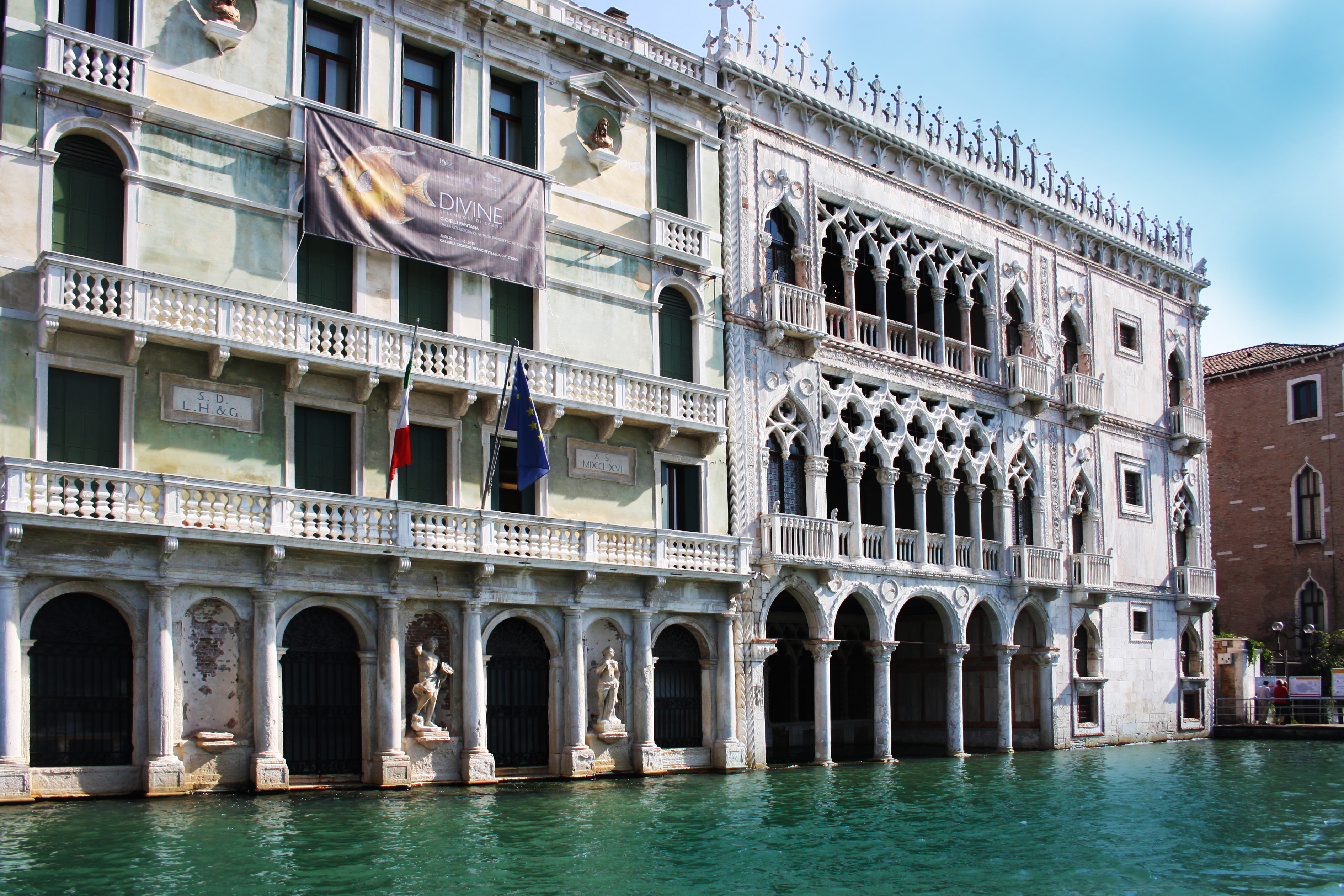
A velencei Ca’ d’Oro palota

A kvadrifor, vagyis négynyílású ablak egy történelmi ablaktípus.

## Kialakítása
Függőlegesen négy nyílásra van osztva, amelyeket három kis oszlop pillér vagy más oszt el, amelyeken négy kerek vagy hegyes ív nyugszik. Néha egy további ív keretezi, és a boltívek közötti térbe díszítést, címert vagy kör alakú nyílást helyeznek el.
Kevésbé visszatérő, mint a bordázott ablak és a háromnyílású ablak, azonban a román, gótikus és reneszánsz stílusban használták. Később többnyire elhagyták, majd újra divatba jött a 19. században, az eklektika és a régi stílusok (neogótika, neoreneszánsz) újrafelfedezésének időszakában.
A háromnyílású ablakhoz képest általában nagyobb és díszesebb nyílásokhoz használták. Tornyokban és harangtornyokban, a magasabb emeleteken jelenik meg, ahol szélesebb nyílásokkal kell könnyíteni a szerkezetet.

## Bibliográfia
- AA. VV. Encyclopedia of Architecture, Garzanti, Milánó, 1996, ISBN 88-11-50465-1
- Pevsner, Fleming és Honor, Építészeti szótár, Utet, Torino 1978 ISBN 88-06-51961-1 ; újranyomtatva a művészeti kifejezések szótáraként, Utet Tea, 1994

## Fordítás
- Ez a szócikk részben vagy egészben  a   Ca′ d'Oro című olasz Wikipédia-szócikk fordításán alapul.  Az eredeti cikk szerkesztőit annak laptörténete sorolja fel. Ez a jelzés csupán a megfogalmazás eredetét és a szerzői jogokat jelzi, nem szolgál a cikkben szereplő információk forrásmegjelöléseként.